# Bijan Robinson
Bijan Robinson (geboren am 30. Januar 2002 in Tucson, Arizona) ist ein US-amerikanischer American-Football-Spieler auf der Position des Runningbacks. Er spielte College Football für die Texas Longhorns und wurde im NFL Draft 2023 in der ersten Runde von den Atlanta Falcons ausgewählt.

## Frühe Jahre und College
Robinson besuchte die Salpointe Catholic High School in seiner Heimatstadt Tucson, Arizona. Als Runningback seines Highschoolfootballteams erlief er insgesamt 7036 Yards und 114 Touchdowns, beides jeweils Rekord für Highschool-Football-Spieler in Arizona. Er gewann in der Saison 2019 die Auszeichnung als Gatorade Football Player of the Year im Bundesstaat Arizona und erhielt zahlreiche weitere Highschool-Ehrungen. Er nahm am All-American Bowl teil.
Robinson erhielt Stipendienangebote von zahlreichen renommierten College-Football-Programmen und entschied sich letztlich für die University of Texas at Austin, an der er ab 2020 College Football für die Texas Longhorns spielte. Bereits als Freshman spielte Robinson eine wichtige Rolle in der Offense der Longhorns. Nachdem ihm in den ersten drei Partien erfahrenere Runningbacks vorgezogen worden waren und er mit 67 Yards Raumgewinn bei 14 Läufen noch recht unauffällig geblieben war, kam er in den letzten sechs Partien der durch die COVID-19-Pandemie in den Vereinigten Staaten verkürzten Saison als Starter zum Einsatz. Insgesamt absolvierte Robinson in seiner ersten Saison am College 86 Läufe für 703 Yards und vier Touchdowns, zudem fing er 15 Pässe für 196 Yards und zwei Touchdowns. Sein erfolgreichstes Spiel war der Alamo Bowl, in dem er 183 Yards und einen Touchdown erlief sowie zwei Touchdownpässe fing. Er wurde als Offensive MVP des Spiels ausgezeichnet. Robinson führte die Longhorns 2020 in erzielten Yards Raumgewinn an.
Robinson ging als Starter der Longhorns in die Saison 2021 und konnte sich als einer der besten Runningbacks der Saison etablieren. Er entwickelte sich zu einem Schlüsselspieler in seinem Team und wurde gelegentlich als einer der Kandidaten für die Heisman Trophy genannt. In zehn Spielen erlief Robinson bei 195 Versuchen 1127 Yards und elf Touchdowns, zudem fing er vier Touchdownpässe. Wegen einer Ellenbogenverletzung musste er die Saison vorzeitig beenden. Robinson wurde in das All-Star-Team der Big 12 Conference in der Saison 2021 gewählt.
In der Saison 2022 erzielte Robinson 1580 Yards Raumgewinn im Laufspiel und insgesamt 20 Touchdowns. Er wurde erneut in das All-Star-Team der Big 12 gewählt sowie darüber hinaus zum Unanimous All-American gekürt. Mit dem Doak Walker Award wurde er als bester Runningback der Saison ausgezeichnet. Am 23. Dezember 2022 gab Robinson seine Anmeldung für den NFL Draft 2023 bekannt, daher setzte er das letzte Spiel der Saison aus.

## NFL
Im NFL Draft 2023 wurde Robinson an achter Stelle von den Atlanta Falcons ausgewählt. Damit war er der am frühesten ausgewählte Runningback seit Saquon Barkley, der 2018 an zweiter Stelle gewählt worden war. Als Rookie erlief Robinson in zwei Spielen über 100 Yards und erzielte am 18. Spieltag auch im Passspiel über 100 Yards. Mit insgesamt 1463 Yards Raumgewinn stellte er einen Franchiserekord bei den Falcons für einen Rookie auf, dabei erlief er 976 Yards – höchster Wert für einen Rookie in dieser Saison – und vier Touchdowns bei 214 Versuchen und fing 58 Pässe für 487 Yards und vier weitere Touchdowns. Robinson war Finalist bei der Wahl zum AP Offensive Rookie of the Year.

### NFL-Statistiken
| Saison                             | Team  | Spiele | Spiele | Rushing | Rushing | Rushing | Rushing | Rushing | Receiving | Receiving | Receiving | Receiving | Receiving | Fumbles | Fumbles |
| Saison                             | Team  | GP     | GS     | Att     | Yds     | Avg     | Lng     | TD      | Rec       | Yds       | Avg       | Lng       | TD        | Fum     | Lost    |
| ---------------------------------- | ----- | ------ | ------ | ------- | ------- | ------- | ------- | ------- | --------- | --------- | --------- | --------- | --------- | ------- | ------- |
| 2023                               | ATL   | 17     | 16     | 214     | 976     | 4,6     | 38      | 4       | 58        | 487       | 8,4       | 71        | 4         | 4       | 3       |
| 2024                               | ATL   | 17     | 17     | 304     | 1456    | 4,8     | 37      | 14      | 61        | 431       | 7,1       | 29        | 1         | 1       | 0       |
| Total                              | Total | 34     | 33     | 518     | 2432    | 4,7     | 38      | 18      | 119       | 918       | 7,7       | 71        | 5         | 5       | 3       |
| Quelle: pro-football-reference.com |       |        |        |         |         |         |         |         |           |           |           |           |           |         |         |

## Persönliches
Sein Großonkel Paul Robinson ging auf die University of Arizona und spielte sechs Jahre lang in der National Football League (NFL) bzw. der American Football League.